# 中华民国国军海外军事行动
中華民國國軍海外軍事行動，中華民國政府的軍事行動與中華民國國軍海外活動。

## 中華民國海軍
中華民國海軍敦睦遠航訓練支隊曾有以下海外行動：
- 1967年，郭勳景少將前往韓國、琉球、菲律賓及美國關島訪問，同時建立起中華民國海軍每年正式派遣支隊敦睦訪問友邦的任務[1]。
- 1968年，海軍首次訪問美國夏威夷，由劉作柄少將率領[1]。
- 1969年，海軍遠航支隊在劉定邦少將的率領下，創下中華民國史上空前創舉，訪問澳洲及紐西蘭，這是唯一的一次，也是最後一次[1]。
- 1970年，海軍遠航支隊在青島海校第5期畢業的楊松泉少將的率領下，第一次訪問菲律賓美海軍基地蘇比克灣[1]。
- 1971年，海軍敦睦支隊在劉和謙少將的率領下，訪問美國、琉球群島及韓國，其中美國包含關島、中途島、珍珠港及檀香山4個港口，為海軍敦睦支隊訪問美國最多港口之支隊[1]。
- 1972年，海軍敦睦支隊在袁昌炎少將的率領下，訪問美國關島及日本本州島吳港[1]。是海軍敦睦支隊第一次踏上日本本州島[1]。
- 1973年，海軍艦隊第1次前往越南、新加坡訪問及巡弋南疆，同時也是首次在航程中遭遇兩個颱風[1]。此次由海軍沈鐸少將率領[1]。
- 1977年，海軍艦隊訪問美國關島及珍珠港，為敦睦支隊最後一次訪問美國，後續中美於68年斷交，即未再前往敦訪[1]。
- 1978年，海軍艦隊第3次訪問南非，並與南非海軍實施海上聯合演習[1]。此次由吳子房少將率領[1]。
- 1982年，海軍的遠航史上首次訪問沙烏地阿拉伯，這是第一次，之後從未再訪問過[1]。此次由蕭楚喬少將率領[1]。
- 1990年，海軍艦隊訪問斐濟、印尼、新加坡等3國[1]。自此次開始，官校專科班及陸戰隊學生每年都會被挑選參加敦睦遠航[1]。此次由李崑材少將率領[1]。
- 1991年，海軍艦隊訪問印尼、新加坡、韓國等3國[1]。中華民國第1艘國艦國造快速油彈補給艦－武夷油彈補給艦，首次接替玉台艦，參與敦睦遠航，是第1次有女性軍、士官隨敦睦支隊參與國內航訓[1]。此次由沈方祥少將率領[1]。
- 1995年，海軍艦隊5艘，包含第一次參加敦睦遠航任務的成功級艦與濟陽級艦，訪問印尼及新加坡2國，此次由譚明少將率領[1]。首次特別遴選8位優秀女性軍士官隨艦出國[1]。
- 1999年，海軍艦隊訪問諾魯、索羅門、新加坡及菲律賓等4國[1]。當時軍艦在菲律賓靠泊馬尼拉期間，中華人民共和國駐菲大使要求菲國不准中華民國海軍遠航支隊懸掛中華民國國旗，支隊長下令各艦全程懸掛中華民國國旗3日[1]。本次由陳永康少將	率領[1]。
- 2000年，海軍艦隊由姜龍安少將率領，訪問馬紹爾、索羅門、新加坡及印尼等4國[1]。適逢索羅門發生內戰，奉命擔任撤僑工作，搭載中華民國同胞7人返國[1]。
- 2001年，海軍艦隊由高廣圻少將（後昇任國防部長）率領，第1次訪問中美洲與東加勒比海地區等友邦國家[1]。這次是首次以海軍艦船懸掛中華民國國旗航行通過巴拿馬運河進入加勒比海，同時也打破中華民國海軍遠航訓練史上（35年以來）訪問國家最多（8個）、航行最遠（24,320浬）、時間最久（約3個月）及不靠岸航行最多天數（26天）的紀錄[1]。
- 2002年，海軍艦隊由劉俊英少將率領，訪問諾魯、吐瓦魯、索羅門、帛琉、印度尼西亞及新加坡等6國[1]。

## 中華民國空軍
美軍曾向中華民國空軍抽調48架F-5A戰機移交予南越空軍，並於台中清泉崗機場（當時號稱東南亞最大的機場，係為了支援B-52進行轟炸而構築）派駐F-4中隊填補。
1974年，中華民國空軍派出兩名上校軍官前往約旦擔任軍事顧問和高級戰術教官。1975年前空軍總司令陳衣凡任駐約旦大使，中華民國派遣一個軍事教練小組赴約旦，進行戰鬥機基本戰術訓練教學，同時地勤人員也跟進。